# Pachychoeta
Pachychoeta är ett släkte av tvåvingar. Pachychoeta ingår i familjen rovflugor.
Kladogram enligt Catalogue of Life:
| Pachychoeta | \| \| Pachychoeta annulipes \| \| \| \| \| \| Pachychoeta apicalis \| \| \| \| \| \| Pachychoeta caracasae \| \| \| \| \| \| Pachychoeta complicata \| \| \| \| \| \| Pachychoeta copulata \| \| \| \| \| \| Pachychoeta gentalis \| \| \| \| \| \| Pachychoeta inca \| \| \| \| \| \| Pachychoeta maya \| \| \| \| \| \| Pachychoeta virilis \| \| \| \| |
|             | \| \| Pachychoeta annulipes \| \| \| \| \| \| Pachychoeta apicalis \| \| \| \| \| \| Pachychoeta caracasae \| \| \| \| \| \| Pachychoeta complicata \| \| \| \| \| \| Pachychoeta copulata \| \| \| \| \| \| Pachychoeta gentalis \| \| \| \| \| \| Pachychoeta inca \| \| \| \| \| \| Pachychoeta maya \| \| \| \| \| \| Pachychoeta virilis \| \| \| \| |
|             | Pachychoeta annulipes |
|             | |
|             | Pachychoeta apicalis |
|             | |
|             | Pachychoeta caracasae |
|             | |
|             | Pachychoeta complicata |
|             | |
|             | Pachychoeta copulata |
|             | |
|             | Pachychoeta gentalis |
|             | |
|             | Pachychoeta inca |
|             | |
|             | Pachychoeta maya |
|             | |
|             | Pachychoeta virilis |
|             | |